# Bredtjärnen (Orsa socken, Dalarna)
Bredtjärnen är en sjö i Orsa kommun i Dalarna och ingår i Dalälvens huvudavrinningsområde.